# Монзорби-Петини (Арецо)
Монзорби-Петини је насеље у Италији у округу Арецо, региону Тоскана.
Према процени из 2011. у насељу је живело 19 становника. Насеље се налази на надморској висини од 151 м.